# Pesti Városi Német Színház
A Pesti Városi Német Színház 1812 és 1847 között működött Pesten. Klasszicista stílusú háromemeletes épülete a Színház, később Gizella (ma Vörösmarty) téren, a Vigadó telke mögött állt. Az épület háromezer-ötszáz néző befogadására volt alkalmas, színpada 28 méter mély volt. Bécsi tervezője monumentálisnak tervezte, de bár a kivitelezést Pollack Mihály felügyelte, mégis sok kívánnivalót hagyott maga után, nem kis mértékben rendezetlen környezete miatt.

## Története
1812. február 9-én a császár közelgő születésnapjára, fényes ünnepség keretében nyílt meg Kotzebue két darabjával (Ungarns erste Wohlthäter, Die Ruinen von Athen), amelyekhez Beethoven írt kísérőzenét. Társulata zenés (például Rossini, Mozart) és prózai (például Shakespeare, Schiller) darabokat egyaránt játszott. A város akkori lakosságának tíz százalékát meghaladó befogadóképességet nagy nehézségek árán sem tudták megtölteni még úgy is, hogy magyar témájú, esetenként magyar nyelvű műsorszámokat is beiktattak, magyar színház Pesten még nem lévén. A budaiakra pedig télvíz idején nem számíthattak, amikor a pontonhidat fel kellett szedni. 1847. február 2-án, alkalmasint a fűtési rendszer hibájából leégett, majd széleskörű gyűjtés nyomán július 10-én nyitotta meg ismét kapuit. 1849-ben az osztrák Hentzi tábornoknak a pesti Duna-parti palotasor ellen intézett ágyúztatása során annyira megsérült, hogy véglegesen bezárták.
1869 decembere és 1889 decembere között a Gyapjú utcában működött az utolsó német színház. A Ház főként operetteket játszott. Publikuma olyan híres vendégművészekkel találkozhatott itt a német nyelvű országokból, mint Adolf Sonnenthal, Marie Geistinger, Friedrich Haase, Franz Jauner, Bárkány Mária, Charlotte Wolter és Alexander Girardi.
A színház igazgatói voltak: Heinrich Hirsch (1869–1873), Franz Kull (1873), Friedrich Strampfer (1873–1874), Friedrich Feldmann (1874), Albin Swoboda (1874–1878), Moritz Morländer (1878), Josef Blau (1878–1879), Robert Müller (1879–1882) és Stanislaus Lesser (1882–1889).
A színház épülete 1889. december 20-án újra leégett.Helyére épült a Haas-palota.
1836 és 1838 között a színház másod-karnagya (zweiter Kapellmeister) Erkel Ferenc volt.

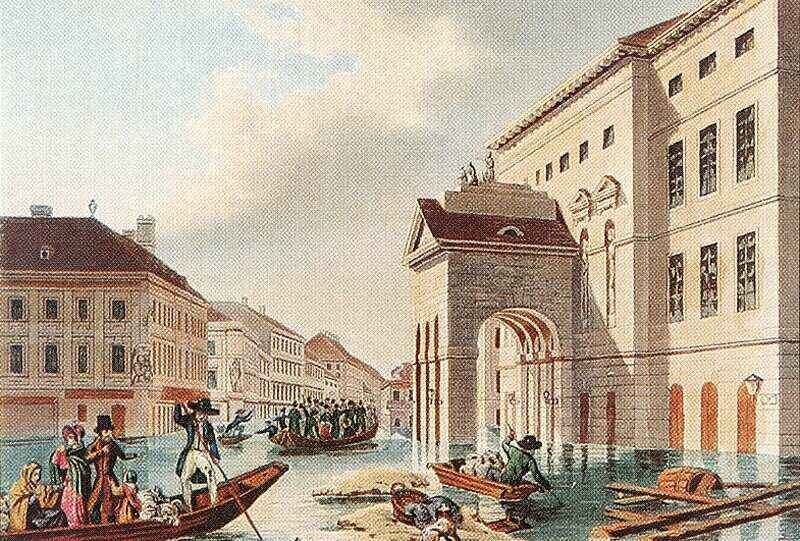
A színház az 1838-as árvízkor